# NBA Cup 2024
L'NBA Cup 2024, conosciuto come Emirates NBA Cup per motivi di sponsorizzazione, è un imminente torneo di basket multi-fase che si giocherà durante la stagione NBA 2024-25. Sarà la seconda edizione del NBA In-Season Tournament. Partecipano tutte le 30 squadre, ciascuna delle quali gioca quattro partite di stagione regolare che contano per la classifica della fase a gironi del torneo. Tutte le partite del turno a eliminazione diretta, ad eccezione della finale di campionato, contano anche per la classifica della stagione regolare. Le semifinali e la finale di campionato del torneo si giocheranno alla T-Mobile Arena sulla Las Vegas Strip. I Los Angeles Lakers sono i campioni in carica.

## Formato
Il formato del torneo è simile ai tornei stagionali a più fasi del calcio europeo.
Nella fase a gironi, ogni conference è stata divisa in tre gironi con cinque squadre ciascuno, per un totale di sei gironi. Le partite della stagione regolare giocate il martedì e il venerdì tra il 12 novembre e il 3 dicembre vengono conteggiate nella classifica della stagione regolare e nella classifica del torneo stagionale. Ogni squadra gioca una partita contro ciascuna delle altre squadre del proprio girone, per un totale di quattro partite (due in casa e due in trasferta).
Se due o più squadre di un gruppo hanno lo stesso record al termine del girone, vengono applicati i seguenti tie-break in questo ordine:
1. Record negli scontri diretti nella fase a gironi;
2. Differenza di punti nella fase a gironi;
3. Punti totali segnati nella fase a gironi;
4. Record della stagione regolare dalla stagione regolare 2023-24;
5. Estrazione casuale.

Il vincitore di ogni girone passa poi alla fase a eliminazione diretta, mentre le migliori seconde di ogni conference ottiene una wild card. Le partite dei quarti di finale si svolgono nei campi NBA locali il 10 e l'11 dicembre, con le squadre con i primi due record della fase a gironi in ciascuna conferenza che ottengono il fattore campo, e la migliore squadra nelle partite dei gironi ospiterà la squadra che ha ottenuto la wild card. In seguito si svolgerà una final four (Semifinali 14 dicembre e la finale il 17 dicembre) con sede alla T-Mobile Arena sulla Las Vegas Strip.
Anche i quarti di finale e le semifinali contano come partite della stagione regolare, influenzando le posizioni delle squadre nella classifica del campionato, ma la partita di campionato no. Le statistiche della partita di campionato non vengono conteggiate nei totali della stagione regolare.
Le quattro squadre che perdono ai quarti giocheranno una partita aggiuntiva l'8 dicembre, l'una contro l'altra nella stessa conference.
Mentre la fase a eliminazione diretta si sta concludendo, le 22 squadre che non si sono qualificate per la fase a eliminazione diretta giocano due partite aggiuntive della stagione regolare per assicurarsi che ciascuna squadra giochi 82 partite totali della stagione regolare, una in casa e una in trasferta. Tra questi 22 incontri totali, 20 saranno partite di interconference, con un tentativo da parte della lega di programmare quante più squadre originariamente previste si sarebbero affrontate solo tre volte durante la stagione regolare. Gli altri due incontri saranno partite di interconference, poiché ci sarà un numero dispari di squadre in ciascuna conference (11). Questi due incontri di interconference vedranno protagonisti quattro delle sei squadre che sono arrivate ultime nei rispettivi gironi.

### Premio in denaro
I giocatori delle squadre che accederanno alla fase a eliminazione diretta riceveranno un premio in denaro come segue:
- Giocatori delle squadre che perdono nei quarti di finale: $ 50.000 ciascuno;
- Giocatori delle squadre che perdono in semifinale: $ 100.000 ciascuno;
- Giocatori della squadra seconda del torneo: $ 200.000 ciascuno;
- Giocatori della squadra campione del torneo: $ 500.000 ciascuno.

## Conference

### Urne
Le squadre sono state divise in cinque urne per conference in base alla classifica della stagione regolare 2023-24. L'urna 1 conteneva le squadre con i primi tre record della stagione regolare in ciascuna conference, mentre l'urna 2 conteneva le squadre con i migliori record dal quarto al sesto e così via, concludendo con l'urna 5, che conteneva le squadre con gli ultimi tre (tredicesimo al quindicesimo) record.
| Urna | #  | Franchigia          | Record | Record |
| Urna | #  | Franchigia          | V      | P      |
| ---- | -- | ------------------- | ------ | ------ |
| 1    | 1  | Boston Celtics      | 64     | 18     |
| 1    | 2  | N.Y. Knicks         | 50     | 32     |
| 1    | 3  | Milwaukee Bucks     | 49     | 33     |
| 2    | 4  | Cleveland Cavaliers | 48     | 34     |
| 2    | 5  | Orlando Magic       | 47     | 35     |
| 2    | 6  | Indiana Pacers      | 47     | 35     |
| 3    | 7  | Philadelphia 76ers  | 47     | 35     |
| 3    | 8  | Miami Heat          | 46     | 36     |
| 3    | 9  | Chicago Bulls       | 39     | 43     |
| 4    | 10 | Atlanta Hawks       | 36     | 46     |
| 4    | 11 | Brooklyn Nets       | 32     | 50     |
| 4    | 12 | Toronto Raptors     | 25     | 57     |
| 5    | 13 | Charlotte Hornets   | 21     | 61     |
| 5    | 14 | Wash. Wizards       | 15     | 67     |
| 5    | 15 | Detroit Pistons     | 14     | 68     |

| Urna | #  | Franchigia          | Record | Record |
| Urna | #  | Franchigia          | V      | P      |
| ---- | -- | ------------------- | ------ | ------ |
| 1    | 1  | Oklahoma Thunder    | 57     | 25     |
| 1    | 2  | Denver Nuggets      | 57     | 25     |
| 1    | 3  | Minnesota T'wolves  | 56     | 26     |
| 2    | 4  | L.A. Clippers       | 51     | 31     |
| 2    | 5  | Dallas Mavericks    | 50     | 32     |
| 2    | 6  | Phoenix Suns        | 49     | 33     |
| 3    | 7  | N.O. Pelicans       | 49     | 33     |
| 3    | 8  | L.A. Lakers         | 47     | 35     |
| 3    | 9  | Sacramento Kings    | 46     | 36     |
| 4    | 10 | G.S. Warriors       | 46     | 36     |
| 4    | 11 | Houston Rockets     | 41     | 41     |
| 4    | 12 | Utah Jazz           | 31     | 51     |
| 5    | 13 | Memphis Grizzlies   | 27     | 55     |
| 5    | 14 | San Antonio Spurs   | 22     | 60     |
| 5    | 15 | Portland T. Blazers | 21     | 61     |

### Risultati delle urne
I gruppi iniziali sono stati rivelati durante l'annuncio del torneo il 12 luglio 2024. Le cinque squadre di ciascun girone sono state selezionate tramite sorteggio di una squadra da ciascuna delle cinque fasce di conference in questione.
| Gruppo A               | Gruppo B             | Gruppo C                |
| ---------------------- | -------------------- | ----------------------- |
| N.Y. Knicks (2)        | Milwaukee Bucks (3)  | Boston Celtics (1)      |
| Orlando Magic (5)      | Indiana Pacers (6)   | Cleveland Cavaliers (4) |
| Philadelphia 76ers (7) | Miami Heat (8)       | Chicago Bulls (9)       |
| Brooklyn Nets (11)     | Toronto Raptors (12) | Atlanta Hawks (10)      |
| Charlotte Hornets (13) | Detroit Pistons (15) | Wash. Wizards (14)      |

| Gruppo A                 | Gruppo B               | Gruppo C               |
| ------------------------ | ---------------------- | ---------------------- |
| Minnesota T'wolves (3)   | Oklahoma Thunder (1)   | Denver Nuggets (2)     |
| L.A. Clippers (4)        | Phoenix Suns (6)       | Dallas Mavericks (5)   |
| Sacramento Kings (9)     | L.A. Lakers (8)        | N.O. Pelicans (7)      |
| Houston Rockets (11)     | Utah Jazz (12)         | G.S. Warriors (10)     |
| Portland T. Blazers (15) | San Antonio Spurs (14) | Memphis Grizzlies (13) |

## Classifiche attuali

### Eastern Conference
| 1  | Milwaukee Bucks *   | 4 | 0 | 1.000 |  |  |
| 2  | N.Y. Knicks *       | 4 | 0 | 1.000 |  |  |
| 3  | Atlanta Hawks *     | 3 | 1 | .750  |  |  |
|    |                     |   |   |       |  |  |
| 4  | Orlando Magic       | 3 | 1 | .750  |  |  |
| 5  | Boston Celtics      | 3 | 1 | .750  |  |  |
| 6  | Detroit Pistons     | 3 | 1 | .750  |  |  |
| 7  | Cleveland Cavaliers | 2 | 2 | .500  |  |  |
| 8  | Miami Heat          | 2 | 2 | .500  |  |  |
| 9  | Chicago Bulls       | 2 | 2 | .500  |  |  |
| 10 | Philadelphia 76ers  | 2 | 2 | .500  |  |  |
| 11 | Toronto Raptors     | 1 | 3 | .250  |  |  |
| 12 | Brooklyn Nets       | 1 | 3 | .250  |  |  |
| 13 | Charlotte Hornets   | 0 | 4 | .000  |  |  |
| 14 | Indiana Pacers      | 0 | 4 | .000  |  |  |
| 15 | Wash. Wizards       | 0 | 4 | .000  |  |  |

| NBA In-Season Tournament - Gruppo A | NBA In-Season Tournament - Gruppo A | NBA In-Season Tournament - Gruppo A | NBA In-Season Tournament - Gruppo A |
| Squadra                             | V                                   | S                                   | V%                                  |
| ----------------------------------- | ----------------------------------- | ----------------------------------- | ----------------------------------- |
| N.Y. Knicks                         | 4                                   | 0                                   | 1.000                               |
| Orlando Magic                       | 3                                   | 1                                   | .750                                |
| Philadelphia 76ers                  | 2                                   | 2                                   | .500                                |
| Brooklyn Nets                       | 1                                   | 3                                   | .250                                |
| Charlotte Hornets                   | 0                                   | 4                                   | .000                                |

| NBA In-Season Tournament - Gruppo B | NBA In-Season Tournament - Gruppo B | NBA In-Season Tournament - Gruppo B | NBA In-Season Tournament - Gruppo B |
| Squadra                             | V                                   | S                                   | V%                                  |
| ----------------------------------- | ----------------------------------- | ----------------------------------- | ----------------------------------- |
| Milwaukee Bucks                     | 4                                   | 0                                   | 1.000                               |
| Detroit Pistons                     | 3                                   | 1                                   | .750                                |
| Miami Heat                          | 2                                   | 2                                   | .500                                |
| Toronto Raptors                     | 1                                   | 3                                   | .250                                |
| Indiana Pacers                      | 0                                   | 4                                   | .000                                |

| NBA In-Season Tournament - Gruppo C | NBA In-Season Tournament - Gruppo C | NBA In-Season Tournament - Gruppo C | NBA In-Season Tournament - Gruppo C |
| Squadra                             | V                                   | S                                   | V%                                  |
| ----------------------------------- | ----------------------------------- | ----------------------------------- | ----------------------------------- |
| Atlanta Hawks                       | 3                                   | 1                                   | .750                                |
| Boston Celtics                      | 3                                   | 1                                   | .750                                |
| Cleveland Cavaliers                 | 2                                   | 2                                   | .500                                |
| Chicago Bulls                       | 2                                   | 2                                   | .500                                |
| Wash. Wizards                       | 0                                   | 4                                   | .000                                |

### Western Conference
| 1  | Oklahoma Thunder *  | 3 | 1 | .750 |  |  |
| 2  | Houston Rockets *   | 3 | 1 | .750 |  |  |
| 3  | G.S. Warriors *     | 3 | 1 | .750 |  |  |
|    |                     |   |   |      |  |  |
| 4  | Dallas Mavericks    | 3 | 1 | .750 |  |  |
| 5  | Phoenix Suns        | 3 | 1 | .750 |  |  |
| 6  | L.A. Clippers       | 2 | 2 | .500 |  |  |
| 7  | Denver Nuggets      | 2 | 2 | .500 |  |  |
| 8  | San Antonio Spurs   | 2 | 2 | .500 |  |  |
| 9  | Minnesota T'wolves  | 2 | 2 | .500 |  |  |
| 10 | L.A. Lakers         | 2 | 2 | .500 |  |  |
| 11 | Portland T. Blazers | 2 | 2 | .500 |  |  |
| 12 | Memphis Grizzlies   | 1 | 3 | .250 |  |  |
| 13 | Sacramento Kings    | 1 | 3 | .250 |  |  |
| 14 | N.O. Pelicans       | 1 | 3 | .250 |  |  |
| 15 | Utah Jazz           | 0 | 4 | .000 |  |  |

| NBA In-Season Tournament - Gruppo A | NBA In-Season Tournament - Gruppo A | NBA In-Season Tournament - Gruppo A | NBA In-Season Tournament - Gruppo A |
| Squadra                             | V                                   | S                                   | V%                                  |
| ----------------------------------- | ----------------------------------- | ----------------------------------- | ----------------------------------- |
| Houston Rockets                     | 3                                   | 1                                   | .750                                |
| L.A. Clippers                       | 2                                   | 2                                   | .500                                |
| Minnesota T'wolves                  | 2                                   | 2                                   | .500                                |
| Portland T. Blazers                 | 2                                   | 2                                   | .500                                |
| Sacramento Kings                    | 1                                   | 3                                   | .250                                |

| NBA In-Season Tournament - Gruppo B | NBA In-Season Tournament - Gruppo B | NBA In-Season Tournament - Gruppo B | NBA In-Season Tournament - Gruppo B |
| Squadra                             | V                                   | S                                   | V%                                  |
| ----------------------------------- | ----------------------------------- | ----------------------------------- | ----------------------------------- |
| Oklahoma Thunder                    | 3                                   | 1                                   | .750                                |
| Phoenix Suns                        | 3                                   | 1                                   | .750                                |
| San Antonio Spurs                   | 2                                   | 2                                   | .500                                |
| L.A. Lakers                         | 2                                   | 2                                   | .500                                |
| Utah Jazz                           | 0                                   | 4                                   | .000                                |

| NBA In-Season Tournament - Gruppo C | NBA In-Season Tournament - Gruppo C | NBA In-Season Tournament - Gruppo C | NBA In-Season Tournament - Gruppo C |
| Squadra                             | V                                   | S                                   | V%                                  |
| ----------------------------------- | ----------------------------------- | ----------------------------------- | ----------------------------------- |
| G.S. Warriors                       | 3                                   | 1                                   | .750                                |
| Dallas Mavericks                    | 3                                   | 1                                   | .750                                |
| Denver Nuggets                      | 2                                   | 2                                   | .500                                |
| Memphis Grizzlies                   | 1                                   | 3                                   | .250                                |
| N.O. Pelicans                       | 1                                   | 3                                   | .250                                |

## Fase a gironi

### Girone Est A
| Pos | Squadra            | G | V | P | PF  | PS  | DP  | Qualificazione                                                |
| --- | ------------------ | - | - | - | --- | --- | --- | ------------------------------------------------------------- |
| 1   | N.Y. Knicks        | 4 | 4 | 0 | 455 | 425 | +30 | Passa alla fase a eliminazione diretta                        |
| 2   | Orlando Magic      | 4 | 3 | 1 | 441 | 401 | +40 | Possibile fase a eliminazione diretta in base alla classifica |
| 3   | Philadelphia 76ers | 4 | 2 | 2 | 408 | 411 | −3  |                                                               |
| 4   | Brooklyn Nets      | 4 | 1 | 3 | 436 | 475 | −39 |                                                               |
| 5   | Charlotte Hornets  | 4 | 0 | 4 | 405 | 438 | −33 |                                                               |

|                    | NYK       | ORL       | PHI       | BKN       | CHA       |
| New York Knicks    |           | 121 - 106 | 111 - 99  | 124 - 122 | 99 - 98   |
| Orlando Magic      | 106 - 121 |           | 98 - 86   | 123 - 100 | 114 - 89  |
| Philadelphia 76ers | 99 - 111  | 86 - 98   |           | 113 - 98  | 110 - 104 |
| Brooklyn Nets      | 122 - 124 | 100 - 123 | 98 - 113  |           | 116 - 115 |
| Charlotte Hornets  | 98 - 99   | 89 - 114  | 104 - 110 | 115 - 116 |           |

### Girone Est B
| Pos | Squadra         | G | V | P | PF  | PS  | DP  | Qualificazione                                                |
| --- | --------------- | - | - | - | --- | --- | --- | ------------------------------------------------------------- |
| 1   | Milwaukee Bucks | 4 | 4 | 0 | 462 | 412 | +50 | Passa alla fase a eliminazione diretta                        |
| 2   | Detroit Pistons | 4 | 3 | 1 | 447 | 440 | +7  | Possibile fase a eliminazione diretta in base alla classifica |
| 3   | Miami Heat      | 4 | 2 | 2 | 459 | 439 | +20 |                                                               |
| 4   | Toronto Raptors | 4 | 1 | 3 | 413 | 430 | −17 |                                                               |
| 5   | Indiana Pacers  | 4 | 0 | 4 | 445 | 505 | −60 |                                                               |

|                 | MIL       | IND       | MIA            | TOR       | DET            |
| Milwaukee Bucks |           | 129 - 117 | 106 - 103      | 99 - 85   | 128- 107       |
| Indiana Pacers  | 117 - 129 |           | 111 - 124      | 111 - 122 | 106 - 130      |
| Miami Heat      | 103 - 106 | 124 - 111 |                | 121 - 111 | 121 - 123 (OT) |
| Toronto Raptors | 85 - 99   | 122 - 111 | 111 - 121      |           | 95 - 99        |
| Detroit Pistons | 107 - 128 | 130 - 106 | 123 - 121 (OT) | 99 - 95   |                |

### Girone Est C
| Pos | Squadra             | G | V | P | PF  | PS  | DP  | Qualificazione                                                |
| --- | ------------------- | - | - | - | --- | --- | --- | ------------------------------------------------------------- |
| 1   | Atlanta Hawks       | 4 | 3 | 1 | 485 | 470 | +15 | Passa alla fase a eliminazione diretta                        |
| 2   | Boston Celtics      | 4 | 3 | 1 | 482 | 459 | +23 | Possibile fase a eliminazione diretta in base alla classifica |
| 3   | Cleveland Cavaliers | 4 | 2 | 2 | 480 | 450 | +30 |                                                               |
| 4   | Chicago Bulls       | 4 | 2 | 2 | 520 | 512 | +8  |                                                               |
| 5   | Wash. Wizards       | 4 | 0 | 4 | 408 | 482 | −74 |                                                               |

|                     | BOS       | CLE       | CHI       | ATL       | WAS       |
| Boston Celtics      |           | 120 - 117 | 138 - 129 | 116 - 117 | 108 - 96  |
| Cleveland Cavaliers | 117 - 120 |           | 144 - 126 | 101 - 117 | 118 - 87  |
| Chicago Bulls       | 129 - 138 | 126 - 144 |           | 136 - 122 | 127 - 108 |
| Atlanta Hawks       | 117 - 116 | 117 - 101 | 122 - 136 |           | 129 - 117 |
| Washington Wizards  | 96 - 108  | 87 - 118  | 108 - 127 | 117 - 129 |           |

### Girone Ovest A
| Pos | Squadra             | G | V | P | PF  | PS  | DP  | Qualificazione                                                |
| --- | ------------------- | - | - | - | --- | --- | --- | ------------------------------------------------------------- |
| 1   | Houston Rockets     | 4 | 3 | 1 | 454 | 414 | +40 | Passa alla fase a eliminazione diretta                        |
| 2   | L.A. Clippers       | 4 | 2 | 2 | 427 | 411 | +16 | Possibile fase a eliminazione diretta in base alla classifica |
| 3   | Minnesota T'wolves  | 4 | 2 | 2 | 418 | 431 | −13 |                                                               |
| 4   | Portland T. Blazers | 4 | 2 | 2 | 430 | 457 | −27 |                                                               |
| 5   | Sacramento Kings    | 4 | 1 | 3 | 429 | 445 | −16 |                                                               |

|                        | MIN            | LAC       | SAC            | HOU            | POR       |
| Minnesota Timberwolves |                | 93 - 92   | 130 - 126 (OT) | 111 - 117 (OT) | 108 - 122 |
| Los Angeles Clippers   | 92 - 93        |           | 104 - 88       | 104 - 125      | 127 - 105 |
| Sacramento Kings       | 126 - 130 (OT) | 88 - 104  |                | 120 - 111      | 106 - 115 |
| Houston Rockets        | 117 - 111 (OT) | 125 - 104 | 111 - 120      |                | 116 - 88  |
| Portland Trail Blazers | 122 - 108      | 105 - 127 | 115 - 106      | 88 - 116       |           |

### Girone Ovest B
| Pos | Squadra           | G | V | P | PF  | PS  | DP  | Qualificazione                                                |
| --- | ----------------- | - | - | - | --- | --- | --- | ------------------------------------------------------------- |
| 1   | Oklahoma Thunder  | 4 | 3 | 1 | 437 | 392 | +45 | Passa alla fase a eliminazione diretta                        |
| 2   | Phoenix Suns      | 4 | 3 | 1 | 434 | 404 | +30 | Possibile fase a eliminazione diretta in base alla classifica |
| 3   | L.A. Lakers       | 4 | 2 | 2 | 437 | 461 | −24 |                                                               |
| 4   | San Antonio Spurs | 4 | 2 | 2 | 446 | 443 | +3  |                                                               |
| 5   | Utah Jazz         | 4 | 0 | 4 | 451 | 505 | −54 |                                                               |

|                       | OKC       | PHX       | LAL       | UTA       | SAS       |
| Oklahoma City Thunder |           | 99 - 83   | 101 - 93  | 133 - 106 | 104 - 110 |
| Phoenix Suns          | 83 - 99   |           | 127 - 100 | 120 - 112 | 104 - 93  |
| Los Angeles Lakers    | 93 - 101  | 100 - 127 |           | 124 - 118 | 120 - 115 |
| Utah Jazz             | 106 - 133 | 112 - 120 | 118 - 124 |           | 115 - 128 |
| San Antonio Spurs     | 110 - 104 | 93 - 104  | 115 - 120 | 128 - 115 |           |

### Girone Ovest C
| Pos | Squadra           | G | V | P | PF  | PS  | DP  | Qualificazione                                                |
| --- | ----------------- | - | - | - | --- | --- | --- | ------------------------------------------------------------- |
| 1   | G.S. Warriors     | 4 | 3 | 1 | 470 | 462 | +8  | Passa alla fase a eliminazione diretta                        |
| 2   | Dallas Mavericks  | 4 | 3 | 1 | 493 | 447 | +46 | Possibile fase a eliminazione diretta in base alla classifica |
| 3   | Denver Nuggets    | 4 | 2 | 2 | 455 | 449 | +6  |                                                               |
| 4   | Memphis Grizzlies | 4 | 1 | 3 | 464 | 475 | −11 |                                                               |
| 5   | N.O. Pelicans     | 4 | 1 | 3 | 409 | 458 | −49 |                                                               |

|                       | DEN       | DAL       | NOP       | GSW       | MEM       |
| Denver Nuggets        |           | 120 - 123 | 94 - 101  | 119 - 115 | 122 - 110 |
| Dallas Mavericks      | 123 - 120 |           | 132 - 91  | 117 - 120 | 121 - 116 |
| New Orleans Pelicans  | 101 - 94  | 91 - 132  |           | 108 - 112 | 109 - 120 |
| Golden State Warriors | 115 - 119 | 120 - 117 | 112 - 108 |           | 123 - 118 |
| Memphis Grizzlies     | 110 - 122 | 116 - 121 | 120 - 109 | 118 - 123 |           |

### Classifica squadre seconde classificate

#### Eastern Conference
| Pos | Squadra         | G | V | P | PF  | PS  | DP  | Qualificazione                         |
| --- | --------------- | - | - | - | --- | --- | --- | -------------------------------------- |
| 1   | Orlando Magic   | 4 | 3 | 1 | 441 | 401 | +40 | Passa alla fase a eliminazione diretta |
| 2   | Boston Celtics  | 4 | 3 | 1 | 482 | 459 | +23 |                                        |
| 3   | Detroit Pistons | 4 | 3 | 1 | 447 | 440 | +7  |                                        |

#### Western Conference
| Pos | Squadra          | G | V | P | PF  | PS  | DP  | Qualificazione                         |
| --- | ---------------- | - | - | - | --- | --- | --- | -------------------------------------- |
| 1   | Dallas Mavericks | 4 | 3 | 1 | 493 | 447 | +46 | Passa alla fase a eliminazione diretta |
| 2   | Phoenix Suns     | 4 | 3 | 1 | 434 | 404 | +30 |                                        |
| 3   | L.A. Clippers    | 4 | 2 | 2 | 427 | 411 | +16 |                                        |

## Fase a eliminazione diretta

### Squadre qualificate
| P | Franchigia      | G | V | S | PF  | PS  | DP  |
| - | --------------- | - | - | - | --- | --- | --- |
| 1 | Milwaukee Bucks | 4 | 4 | 0 | 462 | 412 | +50 |
| 2 | N.Y. Knicks     | 4 | 4 | 0 | 455 | 425 | +30 |
| 3 | Atlanta Hawks   | 4 | 3 | 1 | 485 | 470 | +15 |
| 4 | Orlando Magic   | 4 | 3 | 1 | 441 | 396 | +45 |

| P | Franchigia       | G | V | S | PF  | PS  | DP  |
| - | ---------------- | - | - | - | --- | --- | --- |
| 1 | Oklahoma Thunder | 4 | 3 | 1 | 437 | 392 | +45 |
| 2 | Houston Rockets  | 4 | 3 | 1 | 454 | 414 | +40 |
| 3 | G.S. Warriors    | 4 | 3 | 1 | 470 | 462 | +8  |
| 4 | Dallas Mavericks | 4 | 3 | 1 | 493 | 446 | +46 |

### Tabellone
|  | Semifinali di Conference | Semifinali di Conference | Semifinali di Conference |                  |     | Finali di Conference | Finali di Conference | Finali di Conference |  |  | Finale | Finale | Finale |  |
|  |                          |                          |                          |                  |     |                      |                      |                      |  |  |        |        |        |  |
|  | 1                        | Milwaukee Bucks          | 114                      |                  |     |                      |                      |                      |  |  |        |        |        |  |
|  | 1                        | Milwaukee Bucks          | 114                      |                  |     |                      |                      |                      |  |  |        |        |        |  |
|  | 4                        | Orlando Magic            | 109                      |                  |     |                      |                      |                      |  |  |        |        |        |  |
|  | 4                        | Orlando Magic            | 109                      |                  | 1   | Milwaukee Bucks      | 110                  |                      |  |  |        |        |        |  |
|  |                          |                          |                          |                  | 1   | Milwaukee Bucks      | 110                  |                      |  |  |        |        |        |  |
|  |                          |                          | 3                        | Atlanta Hawks    | 102 |                      |                      |                      |  |  |        |        |        |  |
|  | 2                        | N.Y. Knicks              | 3                        | Atlanta Hawks    | 102 | 100                  |                      |                      |  |  |        |        |        |  |
|  | 2                        | N.Y. Knicks              |                          |                  |     |                      |                      |                      |  |  |        |        |        |  |
|  | 3                        | Atlanta Hawks            | 108                      |                  |     |                      |                      |                      |  |  |        |        |        |  |
|  | 3                        | Atlanta Hawks            | 108                      |                  | E1  | Milwaukee Bucks      | 97                   |                      |  |  |        |        |        |  |
|  |                          |                          |                          |                  |     |                      |                      |                      |  |  |        |        |        |  |
|  |                          |                          | W1                       | Oklahoma Thunder | 81  |                      |                      |                      |  |  |        |        |        |  |
|  | 1                        | Oklahoma Thunder         | W1                       | Oklahoma Thunder | 81  | 118                  |                      |                      |  |  |        |        |        |  |
|  | 1                        | Oklahoma Thunder         |                          |                  |     |                      |                      |                      |  |  |        |        |        |  |
|  | 4                        | Dallas Mavericks         | 104                      |                  |     |                      |                      |                      |  |  |        |        |        |  |
|  | 4                        | Dallas Mavericks         | 104                      |                  | 1   | Oklahoma Thunder     | 111                  |                      |  |  |        |        |        |  |
|  |                          |                          |                          |                  | 1   | Oklahoma Thunder     | 111                  |                      |  |  |        |        |        |  |
|  |                          |                          | 2                        | Houston Rockets  | 96  |                      |                      |                      |  |  |        |        |        |  |
|  | 2                        | Houston Rockets          | 2                        | Houston Rockets  | 96  | 91                   |                      |                      |  |  |        |        |        |  |
|  | 2                        | Houston Rockets          |                          |                  |     |                      |                      |                      |  |  |        |        |        |  |
|  | 3                        | G.S. Warriors            | 90                       |                  |     |                      |                      |                      |  |  |        |        |        |  |

Legenda
- "Grassetto" Vincitore serie
- "Corsivo" Squadra con fattore campo

#### Risultati

##### Semifinali di Conference
| Arbitri: | Scott Foster Sean Corbin CJ Washington |

|            |          |                     |
| Suggs 32   | Punti    | 37 G. Antetokounmpo |
| Carter 5   | Assist   | 9 Lillard           |
| Bitadze 14 | Rimbalzi | 10 Portis           |

| Arbitri: | Kevin Scott Brian Forte Jenna Schroeder |

|                          |          |                       |
| Thompson, Marshall 19    | Punti    | 39 Gilgeous-Alexander |
| Lively, Irving, Doncic 5 | Assist   | 5 Gilgeous-Alexander  |
| Lively 13                | Rimbalzi | 13 Hartenstein        |

| Arbitri: | Ben Taylor Natalie Sago Jacyn Goble |

|               |          |          |
| Hunter 24     | Punti    | 21 Hart  |
| Young 11      | Assist   | 6 Hart   |
| J. Johnson 15 | Rimbalzi | 19 Towns |

| Arbitri: | Bill Kennedy Brent Barnaky Mousa Dagher |

|                           |          |            |
| Kuminga 20                | Punti    | 26 Sengun  |
| Curry 5                   | Assist   | 7 VanVleet |
| Payton, Kuminga, Looney 7 | Rimbalzi | 11 Sengun  |

##### Finali di Conference
| Arbitri: | John Goble Tre Maddox John Butler |

|            |          |                  |
| Young 35   | Punti    | 32 Antetokounmpo |
| Young 10   | Assist   | 9 Antetokounmpo  |
| Johnson 10 | Rimbalzi | 14 Antetokounmpo |

| Arbitri: | James Capers Nick Buchert Ray Acosta |

|             |          |                       |
| Thompson 19 | Punti    | 32 Gilgeous-Alexander |
| VanVleet 7  | Assist   | 6 Gilgeous-Alexander  |
| Sengun 11   | Rimbalzi | 9 Dort                |

## Finale
| Arbitri: | Josh Tiven Karl Lane Justin Van Duyne |

|                  |          |                       |
| Antetokounmpo 26 | Punti    | 21 Gilgeous-Alexander |
| Antetokounmpo 10 | Assist   | 3 Williams            |
| Antetokounmpo 19 | Rimbalzi | 12 Hartenstein        |

| Campione NBA In-Season Tournament 2024 |
| -------------------------------------- |
| Milwaukee Bucks 1º titolo              |

## Premi
| Pos. | Giocatore                   | Franchigia       |
| ---- | --------------------------- | ---------------- |
| G    | Shai Gilgeous-Alexander     | Oklahoma Thunder |
| G    | Damian Lillard              | Milwaukee Bucks  |
| G    | Trae Young                  | Atlanta Hawks    |
| A    | Giannis Antetokounmpo (MVP) | Milwaukee Bucks  |
| C    | Alperen Sengun              | Houston Rockets  |